# باتاگای
باتاگای یک روستا در روسیه است که در ناحیه ورخایانسکی واقع شده‌است و مرکز این ناحیه محسوب می‌شود.